# Estudo Internacional de Progresso em Leitura

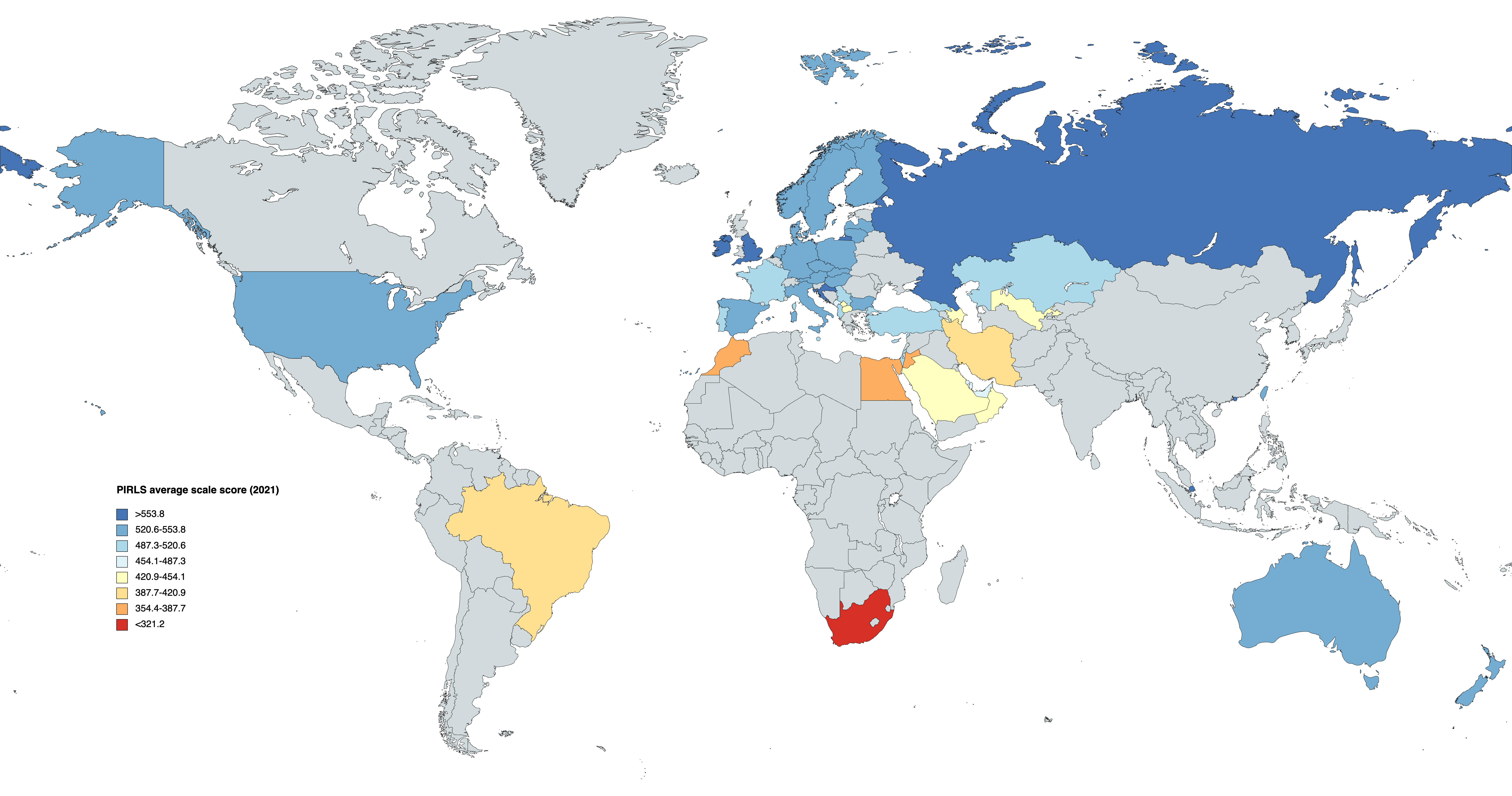
Países participantes do PIRLS 2021.

O Estudo Internacional de Progresso em Leitura (PIRLS; em inglês: Progress in International Reading Literacy Study) é um estudo internacional sobre o desempenho da compreensão de leitura feito com alunos de 9 a 10 anos, no 4º ano do Ensino Fundamental. Ele é realizado a cada 5 anos pela Associação Internacional para a Avaliação do Desempenho Educacional (IEA). O estudo é desenhado para medir o nível de competência em leitura dos estudantes, fomentar futuras pesquisas sobre a evolução dessa competência e colher informações sobre a experiência escolar e condições domésticas das crianças durante a alfabetização.
Mais de 60 países e entidades subnacionais de benchmarking participaram na edição de 2021. Essa edição também contou, pela primeira vez, com a participação do Brasil.
O PIRLS é composto por dois componentes: a avaliação de competência leitora, realizado pelos alunos do 4º ano do Ensino Fundamental, e um conjunto de questionários contextuais, respondidos não só pelos alunos, mas também pelos pais, professores e diretores escolares. Os questionários avaliam diversas facetas como as condições familiares e socioeconômicas dos alunos, o ambiente de aprendizado na sala de aula, na escola, a formação e preparação de docentes, entre outros temas.
O estudo é feito de forma amostral, considerando uma amostra de escolas públicas e privadas demograficamente significativa de cada país. A amostra brasileira, por exemplo, contou com mais de 260 escolas públicas e privadas espalhadas pelas cinco regiões do país.

## História
Estudos sobre a competência leitora já haviam sido conduzidos antes do PIRLS 2001, inclusive pela IEA, como o Estudo de Competência Leitora (tradução livre), que foi realizado entre 1970 e 1991. O estudo de 2001 do PIRLS iniciou a tendência de testes cíclicos, com uma realização a cada 5 anos. Dessa forma, os sistemas educacionais avaliados poderiam monitorar a competência leitora de seus alunos ao longo do tempo. Em 2021, o PIRLS realizou seu 5º ciclo.

## Ciclos

### PIRLS 2021
O PIRLS 2021 trouxe inovações importantes na avaliação da compreensão leitora no 4º ano escolar. A principal mudança foi a transição para um ambiente digital, com o digitalPIRLS, permitindo que cerca de metade dos países aplicassem a prova por computador, tornando o processo mais eficiente e integrado ao ePIRLS, que avalia a leitura online. Além disso, a avaliação foi ajustada para abranger diferentes níveis de dificuldade, combinando os textos do PIRLS tradicional e do PIRLS Literacy. As matrizes de referência foram atualizadas com contribuições de especialistas e coordenadores nacionais, garantindo a relevância da avaliação para os diferentes sistemas educacionais.
| Rank                        | País                           | Pontuação média | Evolução  |
| --------------------------- | ------------------------------ | --------------- | --------- |
| 1                           | Singapura                      | 587             | 11 pontos |
| 2                           | Irlanda**                      | 577             | 10 pontos |
| 3                           | Hong Kong                      | 573             | 4 pontos  |
| 4                           | Rússia                         | 567             | 14 pontos |
| 5                           | Irlanda do Norte**             | 566             | 1 ponto   |
| 6                           | Inglaterra*                    | 558             | 1 ponto   |
| 7                           | Croácia**                      | 557             | -         |
| 8                           | Lituânia**                     | 552             | 4 pontos  |
| 9                           | Finlândia                      | 549             | 17 pontos |
| 9                           | Polónia                        | 549             | 16 pontos |
| 11                          | Estados Unidos**               | 548             | 1 ponto   |
| 12                          | Taipé Chinesa                  | 544             | 15 pontos |
| 12                          | Suécia                         | 544             | 11 pontos |
| 14                          | Austrália*                     | 540             | 4 pontos  |
| 14                          | Bulgária                       | 539             | 13 pontos |
| 14                          | Chéquia                        | 539             | 4 pontos  |
| 17                          | Hungria**                      | 539             | 15 pontos |
| 17                          | Dinamarca                      | 539             | 8 pontos  |
| 17                          | Noruega*                       | 539             | 20 pontos |
| 20                          | Itália                         | 537             | 11 pontos |
| 21                          | Macau                          | 536             | 10 pontos |
| 22                          | Áustria                        | 530             | 11 pontos |
| 23                          | Eslováquia                     | 529             | 6 pontos  |
| 24                          | Letónia**                      | 528             | 30 pontos |
| 25                          | Países Baixos                  | 527             | 18 pontos |
| 26                          | Alemanha                       | 524             | 13 pontos |
| 27                          | Nova Zelândia                  | 521             | 2 pontos  |
| 27                          | Espanha                        | 521             | 7 pontos  |
| 29                          | Portugal                       | 520             | 8 pontos  |
| 29                          | Eslovénia                      | 520             | 22 pontos |
| 30                          | Malta                          | 515             | 63 pontos |
| 31                          | França                         | 514             | 3 pontos  |
| 31                          | Sérvia                         | 514             | -         |
| 33                          | Albânia                        | 513             | -         |
| 34                          | Chipre                         | 511             | -         |
| 34                          | Bélgica (Flandres)             | 511             | 14 pontos |
| 36                          | Israel*                        | 510             | 20 pontos |
| 37                          | Cazaquistão**                  | 504             | 32 pontos |
| Ponto central da escala     | Ponto central da escala        | 500             | Estável   |
| 38                          | Turquia                        | 496             | -         |
| 39                          | Bélgica (Francesa)             | 494             | 3 pontos  |
| 39                          | Geórgia**                      | 494             | 6 pontos  |
| 41                          | Montenegro                     | 487             | -         |
| 42                          | Catar**                        | 485             | 43 pontos |
| 43                          | Emirados Árabes Unidos**       | 483             | 33 pontos |
| 44                          | Bahrein**                      | 458             | 12 pontos |
| 45                          | Arábia Saudita**               | 449             | 19 pontos |
| 46                          | Macedónia do Norte             | 442             | -         |
| 47                          | Azerbaijão                     | 440             | 32 pontos |
| 48                          | Uzbequistão                    | 437             | -         |
| 49                          | Omã                            | 429             | 11 pontos |
| 50                          | Kosovo                         | 421             | -         |
| 51                          | Brasil*                        | 419             | -         |
| 52                          | Irã*                           | 413             | 15 pontos |
| 53                          | Jordânia                       | 381             | -         |
| 54                          | Egito                          | 378             | 48 pontos |
| 55                          | Marrocos**                     | 372             | 14 pontos |
| 56                          | África do Sul*                 | 288             | 32 pontos |
| Participantes de referência |                                |                 |           |
| –                           | Moscou (Rússia)                | 598             | 14 pontos |
| –                           | Dubai (EAU)**                  | 552             | 37 pontos |
| –                           | Quebeque (Canadá)**            | 551             | 4 pontos  |
| –                           | Alberta (Canadá)               | 539             | -         |
| –                           | Colúmbia Britânica (Canadá)    | 535             | -         |
| –                           | Terra Nova e Labrador (Canadá) | 523             | -         |
| –                           | Abu Dhabi (EAU)**              | 440             | 26 pontos |

* Avaliação ocorreu um ano depois do planejado
** Alunos do 4º ano foram avaliados no início do 5º ano

## Avaliação de competência leitora
O PIRLS avalia a leitura no 4º ano escolar, fase em que os alunos passam de aprender a ler para ler para aprender. A avaliação mede a capacidade de compreender e usar a linguagem escrita em diferentes contextos, considerando dois principais propósitos de leitura: experiência literária e obtenção de informações. Os estudantes são testados em quatro processos de compreensão: localizar informações explícitas, fazer inferências, interpretar ideias e analisar criticamente o texto. A principal forma de texto utilizada é a narrativa de ficção, evitando gêneros como poesia devido às dificuldades de tradução entre os países participantes.

## Questionários contextuais
Os questionários contextuais do PIRLS são instrumentos de coleta de dados que visam obter informações sobre os contextos domésticos, escolares e de sala de aula nos quais os estudantes desenvolvem suas habilidades de leitura. Esses questionários são aplicados a diversos participantes do processo educacional, incluindo pais ou responsáveis, diretores de escolas, professores e os próprios estudantes. O objetivo é compreender como esses diferentes ambientes e experiências influenciam o desempenho dos alunos em leitura. 
Os questionários contextuais avaliam diversos aspectos:
- Contexto doméstico: recursos para aprendizagem em casa, atividades de letramento na primeira infância, educação infantil e expectativas dos pais em relação à educação dos filhos.
- Contexto escolar: características da escola, como dados demográficos dos estudantes, ambiente escolar, recursos disponíveis, ênfase no ensino de leitura e clima escolar.
- Contexto da sala de aula: práticas de ensino de leitura, tipos de textos utilizados, organização dos estudantes para o ensino, disponibilidade de recursos, clima da sala de aula e desenvolvimento profissional dos professores.
- Características dos estudantes: hábitos de leitura, atitudes em relação à leitura, confiança em leitura e experiências de bullying.

## Brasil no PIRLS

### 2021
A média de desempenho do Brasil ficou entre as mais baixas do PIRLS 2021, com uma pontuação de 419. Além disso, 38,4% dos estudantes brasileiros se encontram abaixo do nível básico na avaliação.
O desempenho foi especialmente baixo entre os estudantes de baixo nível socioeconômico que estudam em escolas vulneráveis e com problemas de clima escolar (falta de disciplina, bullying etc.), com pontuações médias que chegam a 356.